# Zethus jurinei
Zethus jurinei är en stekelart som beskrevs av Henri Saussure 1852. Zethus jurinei ingår i släktet Zethus och familjen Eumenidae. Inga underarter finns listade i Catalogue of Life.